# دولت‌مراد آتایف
دولت‌مراد آتایف (انگلیسی: Döwletmyrat Ataýew؛ زادهٔ ۱۶ مارس ۱۹۸۳) بازیکن فوتبال اهل ترکمنستان است.
از باشگاه‌هایی که در آن بازی کرده‌است می‌توان به باشگاه فوتبال نسا عشق‌آباد، باشگاه فوتبال نوبهار نمنگان، و باشگاه فوتبال کاروان اشاره کرد.
وی همچنین در تیم ملی فوتبال ترکمنستان بازی کرده‌است.